# 2010年の文学
2010年の文学（2010ねんのぶんがく）では、2010年（平成22年）の文学に関する出来事について記述する。

## できごと
- 1月14日 - 第142回芥川龍之介賞・直木三十五賞（2009年下半期）の選考委員会開催。
- 7月15日 - 第143回芥川龍之介賞・直木三十五賞（2010年上半期）の選考委員会開催。
- 9月3日 - ネッド・ケリー賞が発表される。
- 9月5日 - ヒューゴー賞が発表される。
- 9月7日 - ブッカー賞の候補作が発表される。
- 9月8日 - ペンUSAリテラリー・アワードが決定。
- 9月24日 - 第17回島清恋愛文学賞が発表される。
- 10月5日 - 実業之日本社より文庫レーベル「実業之日本社文庫」が新設される。
- 10月6日 - 第23回柴田錬三郎賞が発表される。
- 10月8日 - ノーベル文学賞が発表される。CWA賞の受賞作が発表される。
- 10月12日 - マン・ブッカー賞の受賞作が発表される。
- 10月15日 - バリー賞が発表される。マカヴィティ賞が発表される。
- 10月16日 - シェイマス賞が発表される。
- 10月17日 - アンソニー賞が発表される。
- 10月18日 - 第14回日本ミステリー文学大賞が発表される。
- 10月22日 - 第3回ばらのまち福山ミステリー文学新人賞が発表される。
- 10月29日 - 第1回山田風太郎賞が発表される。
- 11月1日 - 第5回ポプラ社小説大賞が発表される。
- 11月4日 - エリス・ピーターズ歴史賞が発表される。
- 11月5日 - 野間三賞が発表される。
- 11月18日 - MWA賞が発表される。
- 12月4日 - ネロ・ウルフ賞が発表される。
- 12月6日 - 第31回日本SF大賞が発表される。第12回日本SF新人賞が発表される。

## 受賞

### 日本国内
- 第142回（2009年下半期）芥川賞・直木賞 （1月）
  - 芥川賞 - 該当者なし
  - 直木賞 - 佐々木譲 『廃墟に乞う』、白石一文 『ほかならぬ人へ』
- 第143回（2010年上半期）芥川賞・直木賞 （7月）
  - 芥川賞 - 赤染晶子 『乙女の密告』
  - 直木賞 - 中島京子 『小さいおうち』
- 鮎川哲也賞（第20回） - 安萬純一 『ボディ・メッセージ』、月原渉 『太陽が死んだ夜』
- ミステリーズ!新人賞（第7回）
  - 新人賞 - 美輪和音 『強欲な羊』
  - 佳作入選 - 明神しじま 「商人の空誓文」、野分深緑 「オーブランの少女」
- 横溝正史ミステリ大賞（第30回）
  - 大賞 - 伊予原新 『お台場アイランドベイビー』
  - 優秀賞 - 蓮見恭子 『薔薇という名の馬』
  - テレビ東京賞 - 佐倉淳一 『ボクら星屑のダンス』
- 島清恋愛文学賞（第17回） - 桐野夏生 『ナニカアル』
- 柴田錬三郎賞（第23回） - 吉田修一 『横道世之介』
- 紫式部文学賞（第720回） - 川上未映子 『ヘヴン』
- 山田風太郎賞（第1回） - 貴志祐介 『悪の教典』
- 日本ミステリー文学大賞（第14回） - 石川渓月 『ハッピーエンドは嵐の予感』、望月諒子 『大絵画展』
- ばらのまち福山ミステリー文学新人賞（第3回） - 深木章子 『鬼畜の家』、一田和樹 『檻の中の少女』
- ポプラ社小説大賞（第5回）
  - 大賞 - 齋藤智裕 『KAGEROU』
  - 特別賞 - 古内一絵 『銀色のマーメイド』、浜口倫太郎 『アゲイン』
- 野間三賞
  - 野間文芸賞（第63回） - 村田喜代子 『故郷のわが家』
  - 野間文芸新人賞（第32回） - 円城塔 『烏有此譚』、柴崎友香 『寝ても覚めても』
  - 野間児童文芸賞（第48回） - 市川宣子 『きのうの夜、おとうさんがおそく帰った、そのわけは……』
- 日本SF大賞（第31回）
  - 大賞 - 森見登美彦 『ペンギン・ハイウェイ』、長山靖生 『日本SF精神史』
  - 特別賞 - 柴野拓美、浅倉久志
- 日本SF新人賞（第12回） - 関竜司 「玲音の予感―『serial experiments lain』の描く未来」
- 本格ミステリ大賞（第10回）
  - 小説部門 - 歌野晶午『密室殺人ゲーム2.0』、三津田信三『水魑の如き沈むもの』
  - 評論・研究部門 - 谷口基『戦前戦後異端文学論』
- 小林秀雄賞（第9回） - 加藤陽子 『それでも、日本人は「戦争」を選んだ』

### 日本国外
- ネッド・ケリー賞
  - 最優秀賞 - ゲイリー・ディッシャー 『Wyatt Text』
- ヒューゴー賞
  - 最優秀賞 - チャイナ・ミエヴィル 『都市と都市』、パオロ・バチガルピ 『ねじまき少女』
- ペンUSAリテラリー・アワード
  - 小説部門 - ヴィクター・ロダート 『マチルダの小さな宇宙』
- ファルコン賞 - ドン・ウィンズロウ 『犬の力』
- ノーベル文学賞 - マリオ・バルガス・リョサ
- CWA賞
  - ゴールド・ダガー賞（最優秀長編賞） - ベリンダ・バウアー 『ブラックランズ』
  - イアン・フレミング・スチール・ダガー賞（最優秀冒険小説/スリラー賞） - サイモン・コンウェイ 『A Loyal Spy』
  - ニュー・ブラッド・ダガー賞（最優秀新人賞） - ライアン・デイヴィッド・ヤーン 『暴行』
- マン・ブッカー賞
  - ハワード・ジェイコブソン 『The Finkler Question』
- バリー賞
  - 最優秀長編賞 - ジョン・ハート 『ラスト・チャイルド』
  - 最優秀新人賞 - アラン・ブラッドリー 『パイは小さな秘密を運ぶ』
  - 最優秀英国ミステリ賞 - フィリップ・カー 『If the Dead Rise Not』
  - 最優秀ペイパーバック賞 - ブライアン・グルーリー 『湖は飢えて煙る』
  - 最優秀スリラー賞 - ジェイミー・フレヴェレッティ 『Running from the Devil』
  - 最優秀短編賞 - ブレンダン・デュボイス 「The High House Writer」
  - ベスト・ミステリ・クライムノベル・オブ・ザ・ディケイド - スティーグ・ラーソン 『ミレニアム1 ドラゴン・タトゥーの女』
- マカヴィティ賞
  - 最優秀長編賞 - ケン・ブルーウン 『The Tower』
  - 最優秀新人賞 - アラン・ブラッドリー 『パイは小さな秘密を運ぶ』
  - 最優秀ミステリ・ノンフィクション賞 - P・D・ジェイムズ 『Talking about Detective Fiction』
  - 最優秀短編賞 - ハンク・フィリッピ・ライン 「On the House」
  - スー・フェダー最優秀歴史ミステリ賞 - レベッカ・キャントレル 『レクイエムの夜』
- シェイマス賞
  - 最優秀長編賞 - マーシャ・ミュラー 『Locked in』
  - 最優秀新人賞 - ブラッド・バークス 『Faces of the Gone』
  - 最優秀ペイパーバック賞 - アイラ・ベルコウィッツ 『Sinners' Ball』
  - 最優秀短編賞 - デイヴ・セルツァーマン 「Julius Katz」
  - ジ・アイ（生涯功労）賞 - ロバート・クレイス
- アンソニー賞
  - 最優秀長編賞 - ルイーズ・ペニー 『The Brutal Telling』
  - 最優秀新人賞 - ソフィー・リトルフィールド 『謝ったって許さない』
  - 最優秀ペイパーバック賞 - ブライアン・グルーリー 『湖は飢えて煙る』
  - 最優秀短編賞 - ハンク・フィリッピ・ライアン 「On the House」
  - 最優秀評論/ノンフィクション賞 - P・D・ジェイムズ 『Talking about Detective Fiction』
- エリス・ピーターズ歴史賞 - ローリー・クレメンツ 『Revenger』
- MWA賞
  - 巨匠賞 - サラ・パレツキー
- ネロ・ウルフ賞 - ブラッド・バークス 『Faces of the Gone』

## 2010年の本

### 小説
- 伊坂幸太郎 『バイバイ、ブラックバード』（双葉社）
- 絲山秋子 『ばかもの』（新潮社）
- 稲葉真弓 『千年の恋人たち』（河出書房新社）
- 角田光代 『ひそやかな花園』（毎日新聞社）
- 桐野夏生 『優しいおとな』（中央公論新社）
- 重松清 『あすなろ三三七拍子』（毎日新聞社）
- 篠田節子 『スターバト・マーテル』（光文社）
- 島本理生 『真綿荘の住人たち』（文藝春秋）、『あられもない祈り』（河出書房新社）、『アンダスタンド・メイビー』（中央公論新社）
- 高橋源一郎 『「悪」と戦う』（河出書房新社）
- 多和田葉子 『尼僧とキューピッドの弓』（講談社）
- 津島佑子 『黄金の夢の歌』（講談社）
- 中島京子 『小さいおうち』（文藝春秋）
- 村上春樹 『1Q84』BOOK3（新潮社）
- 村木嵐 『マルガリータ』（文藝春秋）

### その他
- 池田晶子 『無敵のソクラテス』（新潮社）
- 上野千鶴子 『女ぎらい　ニッポンのミソジニー』（紀伊國屋書店）
- 内田樹・高橋源一郎 『沈む日本を愛せますか?』（ロッキング・オン）
- 黒岩比佐子 『パンとペン　社会主義者・堺利彦と「売文社」の闘い』（講談社）
- 近藤麻理恵 『人生がときめく片づけの魔法』（サンマーク出版）
- 村上春樹 『夢を見るために毎朝僕は目覚めるのです』（文藝春秋）
- 村山斉 『宇宙は何でできているのか』（幻冬舎）
- 柳美里 『ファミリー・シークレット』（講談社）

## 死去

### 1月 - 3月
- 1月1日 - 角田房子、作家（* 1914年）
- 1月7日 - 宗鳳鳴、中華人民共和国の作家（* 1920年）
- 1月12日 - 斉城昌美、小説家（* 1954年）
- 1月17日 - エリック・シーガル、アメリカ合衆国の小説家・脚本家（* 1937年）
- 1月18日 - ロバート・B・パーカー、アメリカ合衆国の推理作家（* 1932年）[1]
- 1月25日 - 北森鴻、推理作家（* 1961年）
- 1月27日 - J・D・サリンジャー、アメリカ合衆国の小説家（* 1919年）
- 1月29日 - 相原真理子、翻訳家（* 1947年）
- 1月30日 - 川村たかし、児童文学作家（* 1931年）
- 2月4日 - 川崎彰彦、作家・詩人（* 1933年）
- 2月7日 - 山田弘子、俳人（* 1934年）
- 2月8日 - 立松和平、作家（* 1947年）
- 2月14日 - ディック・フランシス、イギリスの推理作家・元競馬騎手（* 1920年）
- 3月5日 - 田向正健、脚本家（* 1936年）
- 3月15日 - 清水一行、作家（* 1931年）

### 4月 - 6月
- 4月9日 - 井上ひさし、作家・劇作家。75歳没[2]。
- 4月11日 - 福田陽一郎、脚本家。77歳没。
- 4月16日 - 川本静子、英文学者・翻訳家。76歳没。
- 4月25日 - アラン・シリトー、イギリスの作家、「怒れる若者たち」のひとり（* 1928年）
- 5月12日 - 寺内小春、作家・脚本家（* 1931年）
- 5月16日 - 加藤克巳、歌人（* 1915年）
- 5月19日 - 梶木剛、文芸評論家（* 1937年）
- 5月25日 - 大迫純一、小説家・シナリオライター（* 生年不明）
- 5月26日 - 針生一郎、文芸評論家（* 1925年）
- 6月6日 - 堀勇蔵、小説家（* 1938年）
- 6月11日 - 前川道介、ドイツ文学者（* 1924年）
- 6月18日 - ジョゼ・サラマーゴ、ポルトガルの作家（* 1922年）
- 6月23日 - 中村粲、英文学者（* 1934年）
- 6月28日 - 佃公彦、漫画家（* 1930年）
- 6月30日 - 有働亨、俳人（* 1920年）

### 7月 - 9月
- 7月3日 - 後藤竜二、北海道出身の児童文学作家。67歳没。
- 7月10日 - つかこうへい、福岡県出身の劇作家・演出家・小説家。62歳没。
- 7月12日 - ジェイムズ・P・ホーガン、イギリスの小説家。69歳没。
- 8月6日 - リチャード・ティモシー・コンロイ、作家（* 1927年）
- 8月22日 - ドロシー・サッチャー、作家（* 1933年）
- 8月23日 - 川本喜八郎、東京府出身のアニメーション作家。85歳没。
- 8月29日 - 三浦哲郎、青森県出身の小説家。79歳没。
- 9月1日 - 中田雅久、編集者（* 1922年）
- 9月3日 - 永井するみ、東京都出身の作家（* 1961年）
- 9月27日 - 小林司、青森県出身の精神科医・作家・翻訳家・シャーロキアン（* 1929年）

### 10月 - 12月
- 10月1日 - 紅野敏郎、兵庫県出身の国文学者。88歳没。
- 10月20日 - エヴァ・イボットソン、イギリスの小説家。85歳没。
- 10月29日 - 首藤剛志、日本の脚本家・小説家。61歳没。
- 10月30日 - ハリー・ムリシュ、オランダの作家。83歳没。
- 11月5日 - 佐野洋子、日本の絵本作家。72歳没。
- 11月8日 - フィリップ・カルロ、アメリカ合衆国の作家。61歳没。
- 12月9日 - 豊田正子、東京府出身の随筆家。88歳没。
- 12月17日 - 工藤昭雄、青森県出身の英文学者。80歳没。